# نظام أساسي

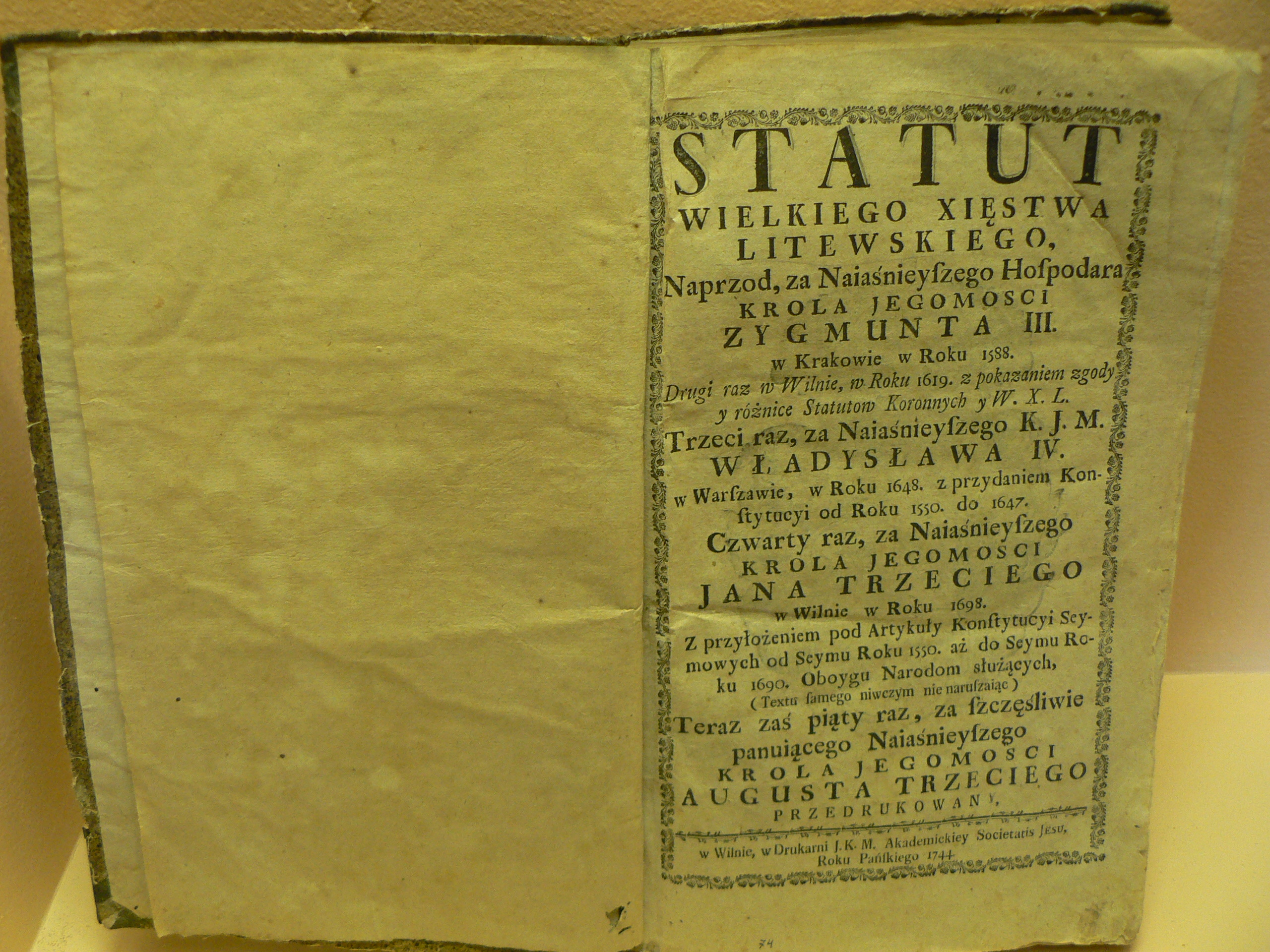
النظام الأساسي لدوقية ليتوانيا الكبرى مكتوب في اللغة البولندية

النظام الأساسي أو الداخلي أو القانون التشريعي هو تشريع رسمي مكتوب للسلطة التشريعية التي تحكم على دولة أو مدينة أو البلد.